# 2019년 4월
```
 ㅈ미
```

| 2019년: 1월 · 2월 · 3월 · 4월 · 5월 · 6월 · 7월 · 8월 · 9월 · 10월 · 11월 · 12월 |

```
 화장실공사  150분 진솔회사  4월11일  2018년11월12월2019년1월2월3월  위전기 마차주유소  나무나로 내혼자서 나오면  정상적 일치합니다  2018년11월5일  40000원  신동읍사무소  영월버스  택시  30000원 주민등록등 5000원 예
```

| \| 2019년 4월 1일 (월요일) \| \| 편집 \| |  |      |
|                                          |  |      |
| 2019년 4월 1일 (월요일)                  |  | 편집 |

| 2019년 4월 1일 (월요일) |  | 편집 |

| \| 2019년 4월 2일 (화요일) \| \| 편집 \| |  |      |
|                                          |  |      |
| 2019년 4월 2일 (화요일)                  |  | 편집 |

| 2019년 4월 2일 (화요일) |  | 편집 |

| \| 2019년 4월 3일 (수요일) \| \| 편집 \| |  |      |
| 과학과 기술 - 5세대 이동 통신: 대한민국에서 5세대(5G) 이동 통신이 세계최초로 상용화되었다. 정치와 선거 - 2019년 대한민국 재보궐선거: 대한민국에서 재보궐 선거가 실시되었다. |  |      |
| 2019년 4월 3일 (수요일) |  | 편집 |

| 2019년 4월 3일 (수요일) |  | 편집 |

| \| 2019년 4월 4일 (목요일) \| \| 편집 \| |  |      |
| 국제 관계 - 북대서양 조약 기구(NATO, 나토)가 창설 70주년이 되었다. 사고 - 에티오피아 항공 302편 추락 사고: 항공기 제조사인 보잉은 지난 달 추락 사고가 발생한 기종(보잉 737 MAX)의 기체 문제를 인정하고 사과하였다. 재해 - 2019년 강원도 산불: 강원도 인제군지역을 시작해서 고성군과 속초시, 강릉시와 동해시 지역에서 산불이 발생했다. |  |      |
| 2019년 4월 4일 (목요일) |  | 편집 |

| 2019년 4월 4일 (목요일) |  | 편집 |

| \| 2019년 4월 5일 (금요일) \| \| 편집 \| |  |      |
|                                          |  |      |
| 2019년 4월 5일 (금요일)                  |  | 편집 |

| 2019년 4월 5일 (금요일) |  | 편집 |

| \| 2019년 4월 6일 (토요일) \| \| 편집 \| |  |      |
| 국제 관계 - 세계은행 집행이사회는 신임 총재에 데이비드 맬패스(David Malpass) 미국 재무부 차관을 선임하였다. 신임 맬패스 총재는 오는 9일 취임한다. 맬패스 신임 총재는 지난 2월 6일 도널드 트럼프 미국 대통령에 의하여 공식 지명된 바 있다. 세계은행 총재직은 2019년 1월, 전임 김용 총재가 3년여의 임기를 남겨둔 가운데, 2월 1일에 사임하겠다는 의사를 밝혔으며, 이후 크리스탈리나 게오르기예바가 직무를 대리하고있는 공석 상태이다. 재해 - 2019년 강원도 산불: 대한민국 문재인 대통령은 강원도 산불 피해 지역을 특별재난지역으로 선포하였다. |  |      |
| 2019년 4월 6일 (토요일) |  | 편집 |

| 2019년 4월 6일 (토요일) |  | 편집 |

| \| 2019년 4월 7일 (일요일) \| \| 편집 \| |  |      |
| 스포츠 - 2019년 KBO 리그: 사직야구장에서 한화 이글스가 롯데 자이언츠를 16 : 1로 꺾었다. 경기는 6회말 롯데의 공격을 끝으로 강우 콜드게임으로 종료되었으며, 다음 기록이 작성되었다. - 3회초 한화는 한 이닝 최다 득점, 롯데는 한 이닝 최다 실점 기록을 새롭게 썼다. 한화는 역대 15 번째로 한 이닝에 선발 선수 전원이 득점하는 기록을 세웠다. 그리고 한 이닝 최다 안타 기록(13안타)과 한 이닝 최다 타점(16타점) 기록을 경신하였다. - 한화의 장민재 투수가 데뷔 후 첫 완투승을 거뒀다. 한편, 롯데의 허일이 2회말 우월 솔로 홈런을 기록하며, 1군 데뷔 홈런을 기록하였다. 한화의 지성준은 3회초에 세 차례 출루하며, 한 이닝 최대 출루 부문의 신기록을 작성하였다. |  |      |
| 2019년 4월 7일 (일요일) |  | 편집 |

| 2019년 4월 7일 (일요일) |  | 편집 |

| \| 2019년 4월 8일 (월요일) \| \| 편집 \| |  |      |
| 경제와 비즈니스 - 대한민국의 기업집단인 한진그룹의 조양호 회장이 70세를 일기로 숨졌다. 정치와 선거 - 대한민국 국회는 임시 의정원의 관인이 설립 100주년을 맞아 국회에 기증되었다고 밝혔다. 임시 의정원은 임시 정부의 입법 기관으로, 이 관인은 1919년 4월 10일부터 1945년 8월 22일까지 공식 문서에 사용되었다. 해당 관인은 홍진 임시 의정원 의장의 손자며느리인 홍창휴씨가 소장하고 있었다. 미국에 거주 중이던 홍씨는 기증을 위해 국회를 방문, 관인 기증식을 갖고 문희상 국회의장에게 관인을 전달하였다. |  |      |
| 2019년 4월 8일 (월요일) |  | 편집 |

| 2019년 4월 8일 (월요일) |  | 편집 |

| \| 2019년 4월 9일 (화요일) \| \| 편집 \| |  |      |
| 경제와 비즈니스 - 일본 정부는 새로운 엔화 지폐의 도안을 공개하고, 2024년부터 사용할 예정이라고 밝혔다. 최고액권(1만엔권)에는 시부사와 에이이치, 5천엔권에는 쓰다 우메코, 1천엔권에는 기타자토 시바사부로의 초상이 각각 사용될 예정이다. 일본의 마지막 지폐 도안 교체는 지난 2004년이었다. 정치와 선거 - 대한민국의 정치인 안찬희가 89세를 일기로 숨졌다. |  |      |
| 2019년 4월 9일 (화요일) |  | 편집 |

| 2019년 4월 9일 (화요일) |  | 편집 |

| \| 2019년 4월 10일 (수요일) \| \| 편집 \| |  |      |
| 과학과 기술 - 이벤트 호라이즌 망원경이 최초로 블랙홀의 직접 촬영에 성공하였다. 정치와 선거 - 대한민국 임시 의정원 개원 100주년이 되었다. 이틀 전인 4월 8일에는 임시 의정원의 관인이 반환된 바 있다. |  |      |
| 2019년 4월 10일 (수요일) |  | 편집 |

| 2019년 4월 10일 (수요일) |  | 편집 |

| \| 2019년 4월 11일 (목요일) \| \| 편집 \| |  |      |
| 국제 관계 - 세계무역기구(WTO)는 대한민국의 일본간의 후쿠시마현 등의 수산물 수입 금지 조치 건에 있어서, 대한민국의 조치가 타당하다고 판결하였다. - 2018년 2월의 산하 분쟁해결기구(SDB) 패널의 1심 판정을 파기한 것으로, 식물위생(SPS) 협정과 관련한 판정이 뒤집힌 것은 처음이다. 수입 금지와 관련하여 일본에 충분한 정보 제공를 하지 않은 절차적인 하자가 있다고 판단하였으나, 주요 쟁점들에 대해서는 판정을 파기 판결하였다. - 2011년 3월 동일본대지진 이후, 약 50여 개 국가가 수산물 수입금지 조치를 취했으며, 대한민국은 지난 2013년 9월 후쿠시마현과 인근 8개 현에서 잡힌 수산물에 대한 수입을 금지하였다. 일본은 이중 대한민국에 대해서만 2015년 5월에 WTO에 제소한 바 있다. 정치와 선거 - 대한민국 임시 정부 수립 100주년이 되었다. - 조선민주주의인민공화국에서 최고인민회의가 열렸다. 평양직할시 만수대의사당에서 열린 14기 1차 회의는 김정은을 국무위원회 위원장에 재추대하였다. 또한 상임위원장을 김영남에서 최룡해로 교체하는 등, 새로운 지도부도 선출하였다. - 2019년 수단 쿠데타: 수단에서 군부 쿠데타가 발생, 30년간 집권해오던 오마르 알바시르 대통령이 축출된 것으로 알려졌다. |  |      |
| 2019년 4월 11일 (목요일) |  | 편집 |

| 2019년 4월 11일 (목요일) |  | 편집 |

| \| 2019년 4월 12일 (금요일) \| \| 편집 \|                                                                                       |  |      |
| 무력 충돌과 공격 - 파키스탄 남서부의 발루치스탄주의 한 과일 시장에서 폭탄 테러가 발생, 최소 20명이 숨지고 48명이 부상을 입었다. |  |      |
| 2019년 4월 12일 (금요일) |  | 편집 |

| 2019년 4월 12일 (금요일) |  | 편집 |

| \| 2019년 4월 13일 (토요일) \| \| 편집 \| |  |      |
| 사회 - 대한민국의 지정환 신부가 88세를 일기로 숨졌다. 지정환 신부는 지난 1967년 전라남도 임실군에 대한민국 최초의 치즈 공장을 설립한 바 있다. |  |      |
| 2019년 4월 13일 (토요일) |  | 편집 |

| 2019년 4월 13일 (토요일) |  | 편집 |

| \| 2019년 4월 14일 (일요일) \| \| 편집 \|                                |  |      |
| 정치와 선거 - 2019년 핀란드 의회선거: 핀란드에서 의회 선거가 실시되었다. |  |      |
| 2019년 4월 14일 (일요일)                                                 |  | 편집 |

| 2019년 4월 14일 (일요일) |  | 편집 |

| \| 2019년 4월 15일 (월요일) \| \| 편집 \| |  |      |
| 사고 - 노트르담 대성당 화재: 프랑스 파리의 노트르담 대성당에서 화재가 발생, 지붕과 첨탑이 붕괴되었다. 경제와 비즈니스 - 대한민국 금호아시아나 그룹이 그룹 안정화 및 재무 구조 개선을 위해 아시아나항공을 매각한다고 발표했다. |  |      |
| 2019년 4월 15일 (월요일) |  | 편집 |

| 2019년 4월 15일 (월요일) |  | 편집 |

| \| 2019년 4월 16일 (화요일) \| \| 편집 \|                                  |  |      |
| 사회 - 세월호 침몰 사고 5주기로, 대한민국 곳곳에서 추모 행사가 진행되었다. |  |      |
| 2019년 4월 16일 (화요일)                                                   |  | 편집 |

| 2019년 4월 16일 (화요일) |  | 편집 |

| \| 2019년 4월 17일 (수요일) \| \| 편집 \| |  |      |
| 경제와 비즈니스 - 대한민국 금융위원회는 KT에 대한 케이뱅크 대주주 적격 심사를 중단한다고 밝혔다. 금융위는 감독규정에 따라 공정거래위원회에서 '정부 입찰과 관련한 담합 혐의'로 조사를 받고있는 KT에 대한 심사 중단을 결정하였다. 10%의 지분을 보유 중인 KT는 은산분리 완화로 케이뱅크의 주식을 최대 34%까지 보유할 수 있게되었으나, 금융위원회의 승인이 필요하다. 국제 관계 - 대한민국 문재인 대통령과 투르크메니스탄 구르반굴리 베르디무하메도프 대통령이 정상회담을 갖고, 회담 성과를 담은 공동성명에 서명하였다. 정치와 선거 - 인도네시아에서 대통령 선거가 실시되었다. 또한 총선과 지방 선거가 실시되었다. 인도네시아 선거 당국은 오는 4월 25일부터, 5월 22일 사이에 걸쳐 선거 결과를 발표할 예정이다. 범죄 - 진주 가좌주공아파트 방화 살인 사건 - 경상남도 진주시 가좌동 주공3차 아파트에서 아파트에 불을 지르고, 주민에게 무차별 흉기를 휘둘러 12세 초등학생을 포함해 5명이 숨지고, 12명이 크게 다쳤다. |  |      |
| 2019년 4월 17일 (수요일) |  | 편집 |

| 2019년 4월 17일 (수요일) |  | 편집 |

| \| 2019년 4월 18일 (목요일) \| \| 편집 \| |  |      |
| 재해 - 2019년 화롄 지진: 타이완 화롄시에서 모멘트 규모 6.1의 지진이 발생하였다. 지진으로 최소 16명이 부상을 입었다. 사고 - 서울 지하철 5호선 군자역 ~ 강동역 구간에서 전차선이 단전되어 열차운행이 전면 중단되는 사고가 발생하였다. |  |      |
| 2019년 4월 18일 (목요일) |  | 편집 |

| 2019년 4월 18일 (목요일) |  | 편집 |

| \| 2019년 4월 19일 (금요일) \| \| 편집 \| |  |      |
|                                           |  |      |
| 2019년 4월 19일 (금요일)                  |  | 편집 |

| 2019년 4월 19일 (금요일) |  | 편집 |

| \| 2019년 4월 20일 (토요일) \| \| 편집 \|                      |  |      |
| 정치와 선거 - 대한민국의 정치인 김홍일이 71세를 일기로 숨졌다. |  |      |
| 2019년 4월 20일 (토요일)                                       |  | 편집 |

| 2019년 4월 20일 (토요일) |  | 편집 |

| \| 2019년 4월 21일 (일요일) \| \| 편집 \| |  |      |
| 사고 - 2019년 스리랑카 부활절 폭탄 테러: 스리랑카에서 연쇄 폭탄 테러가 발생해 200여 명이 숨졌다. 정치와 선거 - 2019년 일본 보궐선거: 일본에서 중의원 보궐선거(2석)가 개최되었다. - 2019년 우크라이나 대통령 선거: 우크라이나에서 대통령 선거 2차전이 개최되었다. 볼로디미르 젤렌스키가 당선되었다. - 2019년 북마케도니아 대통령 선거: 북마케도니아에서 대통령 선거가 개최되었다. 어느 후보도 과반을 득표하지 못해 5월 5일 2차전을 개최하기로 하였다. |  |      |
| 2019년 4월 21일 (일요일) |  | 편집 |

| 2019년 4월 21일 (일요일) |  | 편집 |

| \| 2019년 4월 22일 (월요일) \| \| 편집 \| |  |      |
|                                           |  |      |
| 2019년 4월 22일 (월요일)                  |  | 편집 |

| 2019년 4월 22일 (월요일) |  | 편집 |

| \| 2019년 4월 23일 (화요일) \| \| 편집 \| |  |      |
|                                           |  |      |
| 2019년 4월 23일 (화요일)                  |  | 편집 |

| 2019년 4월 23일 (화요일) |  | 편집 |

| \| 2019년 4월 24일 (수요일) \| \| 편집 \| |  |      |
|                                           |  |      |
| 2019년 4월 24일 (수요일)                  |  | 편집 |

| 2019년 4월 24일 (수요일) |  | 편집 |

| \| 2019년 4월 25일 (목요일) \| \| 편집 \| |  |      |
|                                           |  |      |
| 2019년 4월 25일 (목요일)                  |  | 편집 |

| 2019년 4월 25일 (목요일) |  | 편집 |

| \| 2019년 4월 26일 (금요일) \| \| 편집 \| |  |      |
|                                           |  |      |
| 2019년 4월 26일 (금요일)                  |  | 편집 |

| 2019년 4월 26일 (금요일) |  | 편집 |

| \| 2019년 4월 27일 (토요일) \| \| 편집 \| |  |      |
|                                           |  |      |
| 2019년 4월 27일 (토요일)                  |  | 편집 |

| 2019년 4월 27일 (토요일) |  | 편집 |

| \| 2019년 4월 28일 (일요일) \| \| 편집 \| |  |      |
|                                           |  |      |
| 2019년 4월 28일 (일요일)                  |  | 편집 |

| 2019년 4월 28일 (일요일) |  | 편집 |

| \| 2019년 4월 29일 (월요일) \| \| 편집 \|                                                 |  |      |
| - 패스트트랙 4법 국회 대치 - 정의당이 자유한국당 의원 40명을 국회법 위반 등으로 고발했다. |  |      |
| 2019년 4월 29일 (월요일)                                                                  |  | 편집 |

| 2019년 4월 29일 (월요일) |  | 편집 |

| \| 2019년 4월 30일 (화요일) \| \| 편집 \|          |  |      |
| 사회 - 일본의 아키히토가 일본 천왕에서 퇴위하였다. |  |      |
| 2019년 4월 30일 (화요일)                           |  | 편집 |

| 2019년 4월 30일 (화요일) |  | 편집 |

| <          | 2019년 4월  | 2019년 4월 | 2019년 4월 | 2019년 4월 | 2019년 4월 | >          |
| 일         | 월          | 화         | 수         | 목         | 금         | 토         |
|            | 1 2.26 무진 | 2 27 기사  | 3 28 경오  | 4 29 신미  | 5 3.1 임신 | 6 2 계유   |
| 7 3 갑술   | 8 4 을해    | 9 5 병자   | 10 6 정축  | 11 7 무인  | 12 8 기묘  | 13 3 경진  |
| 14 10 신사 | 15 11 임오  | 16 12 계미 | 17 13 갑신 | 18 14 을유 | 19 15 병술 | 20 16 정해 |
| 21 17 무자 | 22 18 기축  | 23 19 경인 | 24 20 신묘 | 25 21 임진 | 26 22 계사 | 27 23 갑오 |
| 28 24 을미 | 29 25 병신  | 30 26 정유 |            |            |            |            |

| - 2019년 - 3월 - 4월 - 5월 - 4월 3일: 대한민국 재보궐선거 - 4월 14일: 핀란드 의회선거 - 4월 17일: 인도네시아 대통령 선거 - 4월 21일: 우크라이나 대통령 선거(결선) - 4월 22일: 북마케도니아 대통령 선거 편집하기 |